# Sorin Cîmpeanu
Sorin Mihai Cîmpeanu (Bucarest, 18 d'abril de 1968) és un polític romanès, actual Ministre d'Educació. Té el títol d'Enginyer Agrònom i va ser rector de la Universitat de Ciències Agronòmiques i Medicina Veterinària de Bucarest.

## Govern Porta
Sense estar afiliat a cap partit polític, el desembre de 2014 va entrar a formar part del gabinet de Victor Ponta com a Ministre d'Educació. Després d'un escàndol, Ponta va haver de dimitir el novembre de 2015 i el President Klaus Iohannis va nomenar Sorin Cîmpeanu com a Ministre de l'Interior i Primer Ministre de manera interina.
Després del seu nomenament, Cîmpeanu va assegurar als inversors i creditors que «Romania és i ha de seguir sent un factor d'estabilitat». També va dir al poble romanès que la confiança en el país depenia de que es mantingués una economia equilibrada. Així mateix, va indicar que el govern interí continuaria treballant en preparar els nous pressupostos del país per 2016, a pesar de no estar facultat per a aprovar noves lleis.
Va ocupar els càrrecs durant dues setmanes, fins a la tria de Dacian Cioloș com a nou Primer Ministre el 17 de novembre.

## Legislatura 2016-2020
Cîmpeanu es va afiliar a l'Aliança de Liberals i Demòcrates (ALDE) i va obtenir un mandat com a diputat a la circumscripció de Bucarest en les eleccions parlamentàries de 2016.
El 2017 va deixar ALDE i va co-fundar el partit Pro Romania, juntament amb l'exprimer ministre Victor Ponta. Després d'alguns desacords amb ell, el desembre de 2019 deixa Pro Romania i el gener de 2020 s'uneix al Partit Nacional Liberal.

## Eleccions de 2020
Formant part de les llistes del PNL, va obtenir el mandat de senador al districte electoral de Bucarest a les eleccions parlamentàries de 2020 i va ser nomenat ministre d'Educació en el govern de Florin Cîțu.